# Asplenium warneckei
Asplenium warneckei là một loài dương xỉ trong họ Aspleniaceae. Loài này được Hieron. mô tả khoa học đầu tiên năm 1911.